# Hemorragia intracerebral

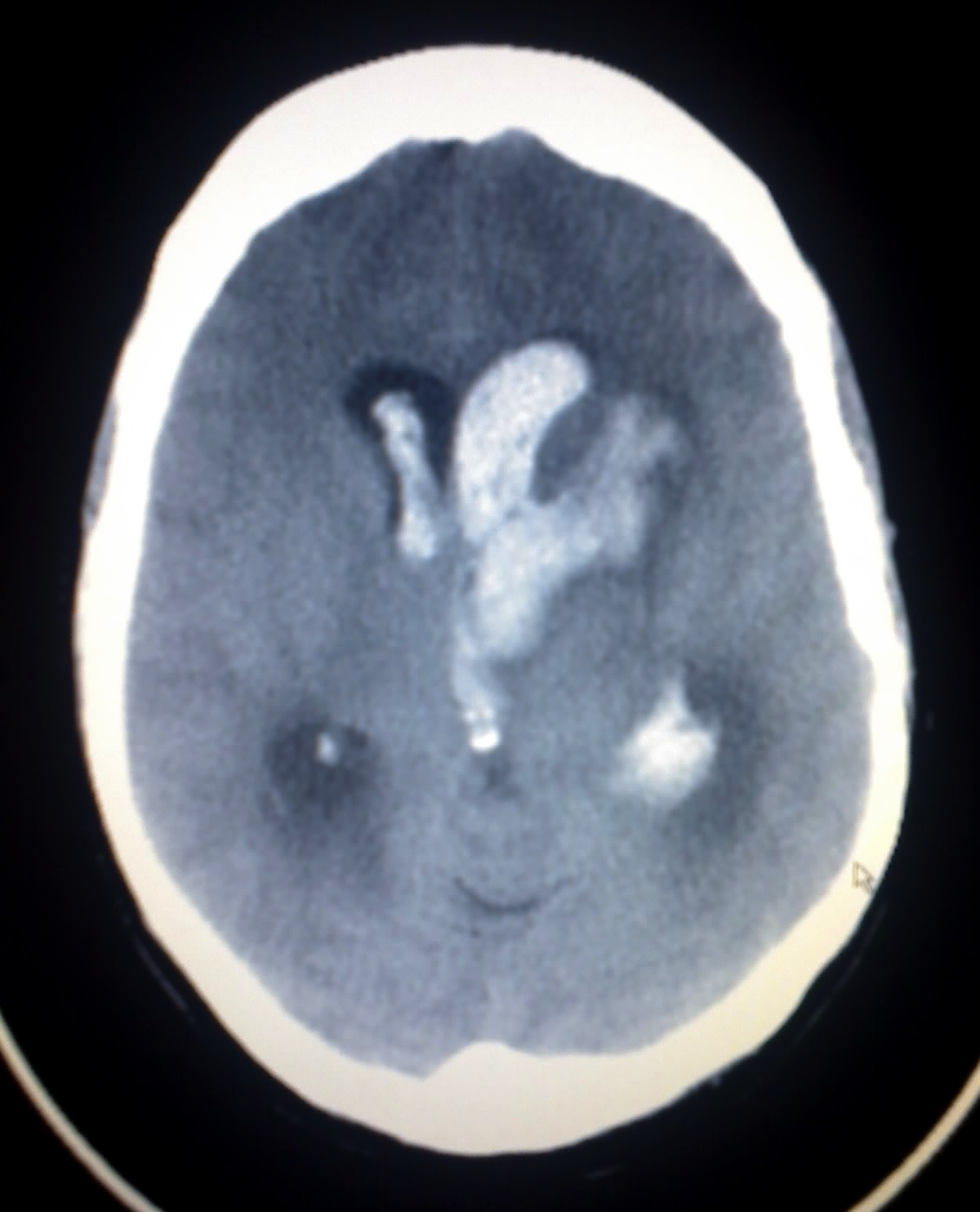
Tomografia computadorizada de um sangramento intracerebral espontâneo, vazamento nos ventrículos laterais

Hemorragia intracerebral ou simplesmente hemorragia cerebral é um tipo de sangramento intracraniano que ocorre no tecido cerebral ou nos ventrículos. Sintomas podem incluir dor de cabeça, fraqueza unilateral, vômitos, convulsões, diminuição do nível de consciência e rigidez no pescoço. Muitas vezes, os sintomas pioram ao longo do tempo. A febre também é comum. Em muitos casos, o sangramento está presente tanto no tecido cerebral quanto nos ventrículos.
As causas incluem o traumatismo cerebral, aneurismas, malformações arteriovenosas e tumores cerebrais. Os maiores fatores de risco para hemorragia espontânea são a pressão arterial elevada e a amiloidose. Outros fatores de risco incluem alcoolismo, colesterol baixo, anticoagulantes e cocaína. O diagnóstico é tipicamente por tomografia computadorizada. Outras condições que podem ocorrer de forma semelhante incluem o acidente vascular cerebral isquêmico.
O tratamento normalmente deve ser realizado em uma unidade de terapia intensiva. Orientações recomendadas diminuem a pressão arterial para uma pressão sistólica inferior a 140 mmHg. Os diluentes de sangue devem ser revertidos, se possível, e o açúcar no sangue mantém-se no intervalo normal. A cirurgia para colocar uma drenagem ventricular pode ser usada para tratar a hidrocefalia, mas os corticosteroides não devem ser utilizados. A cirurgia para remover o sangue é útil em certos casos.
A hemorragia intracerebral afeta cerca de 2,5 a cada 10 000 pessoas por ano. Ocorre mais frequentemente em homens e em pessoas mais velhas. Cerca de 44% dos afetados morrem no prazo de um mês. Um bom resultado ocorre em cerca de 20% das pessoas afetadas. Os acidentes vasculares cerebrais foram primeiro divididos em seus dois principais tipos, sangramento e fluxo sanguíneo insuficiente, em 1823.

## Sinais e sintomas
Pacientes com hemorragias intraparenquimatosas apresentam sintomas que correspondem às funções controladas pela área do cérebro que é danificada pelo sangramento. Outros sintomas incluem aqueles que indicam um aumento da pressão intracraniana causada por uma grande massa que pressiona o cérebro.
As hemorragias intracerebrais são frequentemente diagnosticadas erroneamente como hemorragias subaracnóides devido à semelhança nos sintomas e nos sinais. Uma dor de cabeça severa seguida de vômito é um dos sintomas mais comuns de hemorragia intracerebral. Um outro sintoma comum é o que o paciente pode entrar em colapso. Algumas pessoas podem sofrer sangramento contínuo da orelha. Alguns pacientes também podem entrar em coma antes do sangramento ser notado.

## Causas

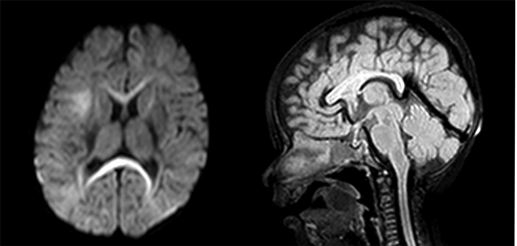
Infarto do baço / Sinal de Boomerang, Síndrome de Sturge-Weber / Malformação da veia de Galeno

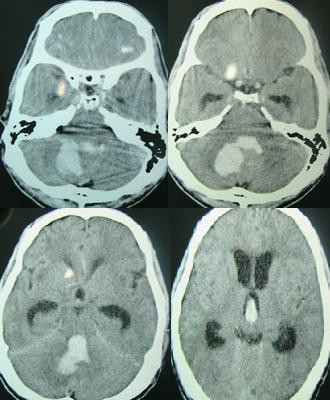
Tomografia axial mostrando hemorragia na fossa posterior

Sangramentos intracerebrais são a segunda causa mais comum de AVC, representando 10% das internações hospitalares pela doença. A pressão arterial elevada aumenta os riscos de hemorragia intracerebral espontânea de duas a seis vezes. Mais comum em adultos do que em crianças, sangramentos intraparenquimatosos geralmente são devidos a traumatismo craniano penetrante, mas também podem ser decorrentes de fraturas de crânio deprimido. O trauma de aceleração-desaceleração, ruptura de um aneurisma ou malformação arteriovenosa (MAV) e sangramento dentro de um tumor são causas adicionais. A angiopatia amiloide é uma causa não comum de hemorragia intracerebral em pacientes com idade superior a 55 anos. Uma proporção muito pequena é devida a trombose do seio venoso cerebral.
Fatores de risco para esta doença incluem:
- Hipertensão arterial
- Diabetes mellitus
- Menopausa
- Tabagismo
- Consumo excessivo de álcool
- Enxaqueca grave

Hematomas intracerebrais traumáticos são divididos em agudos e atrasados. Os hematomas intracerebrais agudos ocorrem no momento da lesão, enquanto os atrasados foram relatados desde 6 horas após a lesão até várias semanas.
A infecção pelo sorotipo k de Streptococcus mutans também pode ser um fator de risco, pois é mais comum em pessoas que tiveram um acidente vascular cerebral e produzem proteína de ligação ao colágeno.

## Diagnóstico

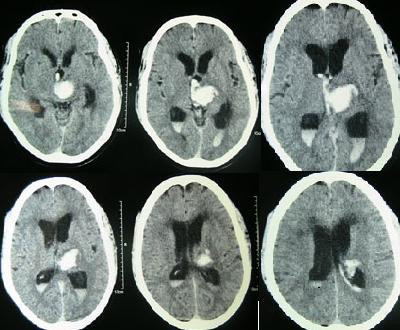
Hemorragia intracerebral espontânea com hidrocefalia na tomografia computadorizada

Tanto a angiografia por tomografia computadorizada (ATC) como a angiografia por ressonância magnética (ARM) demonstraram ser efetivas no diagnóstico de malformações vasculares intracranianas após a hemorragia intracerebral. Com tanta frequência, um angiograma de tomografia computadorizada será realizado para excluir uma causa secundária de hemorragia ou para detectar um "sinal local".
A hemorragia intraparenquimatosa pode ser reconhecida na tomografia computadorizada porque o sangue aparece mais brilhante do que outro tecido e é separado da mesa interna do crânio por tecido cerebral. O tecido que envolve um sangramento é muitas vezes menos denso do que o resto do cérebro por causa do edema e, portanto, aparece mais escuro na tomografia computadorizada.

### Localização
Quando devido à pressão arterial elevada, eles geralmente ocorrem no putâmen ou no tálamo (60%), no cérebro (20%), no cerebelo (13) ou na ponte (7%).

## Tratamento
O tratamento depende substancialmente do tipo de hemorragia intracerebral. A tomografia computadorizada rápida e outras medidas de diagnóstico são usadas para determinar o tratamento adequado, que pode incluir medicamentos e cirurgia.
- A intubação traqueal é indicada em pessoas com diminuição do nível de consciência ou outro risco de obstrução das vias aéreas.[16]
- Líquidos intravenosos são administrados para manter o equilíbrio dos fluidos, utilizando fluidos isotônicos e não hipotônicos.[16]

### Medicação
- Uma revisão descobriu que a terapia anti-hipertensiva para reduzir a pressão arterial em fases agudas parece melhorar os resultados.[17] Outras avaliações encontraram uma diferença pouco clara entre controle de pressão arterial intensivo e menos intensivo.[18][19] Diretrizes da Associação Americana do Coração e Associação Americana de AVC em 2015 recomendaram a redução da pressão arterial para uma PAS de 140 mmHg.[3]
- Dando o Fator VII dentro de 4 horas, limita o sangramento e a formação de um hematoma. No entanto, também aumenta o risco de tromboembolismo.[16] Isso, portanto, não resulta em melhores resultados naqueles sem hemofilia.[20]
- O plasma congelado, a vitamina K, a protamina ou as transfusões de plaquetas são administradas no caso de uma coagulopatia.[16]
- Fosfenitoína ou outro anticonvulsivante é dado em caso de convulsões ou hemorragia lobar.[16]
- Antagonistas de H2 ou inibidores da bomba de prótons são comumente administrados para tentar prevenir úlceras de estresse, uma condição associada à doença.[16]
- Acreditava-se que corticosteroides reduziam o inchaço. No entanto, em grandes estudos controlados, os corticosteroides foram descobertos aumentando as taxas de mortalidade e não são mais recomendados.[21][22]

### Cirurgia
A cirurgia é necessária se o hematoma for superior a 3 cm, se houver uma lesão vascular estrutural ou hemorragia lobar em um paciente jovem.
- Um cateter pode ser passado para a vasculatura do cérebro para fechar ou dilatar vasos sanguíneos, evitando procedimentos cirúrgicos invasivos.[23]
- Aspiração por cirurgia estereotáxica ou drenagem endoscópica pode ser utilizada nas hemorragias dos gânglios basais, embora os relatórios bem sucedidos sejam limitados.[16]

## Prognóstico
O risco de morte por sangramento intraparenquimatoso na lesão cerebral traumática é especialmente alto quando a lesão ocorre no tronco encefálico. Os sangramentos intraparenquimatosos na medula oblongada são quase sempre fatais, porque causam danos ao nervo craniano X, ao nervo vago, que desempenha um papel importante na circulação sanguínea e na respiração. Este tipo de hemorragia também pode ocorrer no córtex ou áreas subcorticais, geralmente nos lobos frontal ou temporal quando devido a lesão na cabeça e às vezes no cerebelo.
Para hemorragia intracerebral espontânea vista na tomografia computadorizada, a taxa de mortalidade é de 34-50% em 30 dias após o dano, e metade das mortes ocorrem nos primeiros 2 dias. Embora a maioria das mortes ocorra nos primeiros dias após a doença, os sobreviventes têm um excesso de mortalidade em longo prazo de 27% em comparação com a população em geral.
A resposta inflamatória desencadeada pelo AVC foi vista como prejudicial no estágio inicial, com foco em leucócitos transmitidos por sangue, neutrófilos e macrófagos, e micróglia residente e astrócitos. Um estudo pós-morte humano mostra que a inflamação ocorre cedo e persiste por vários dias após a doença. Uma nova área de interesse são os mastócitos.

## Epidemiologia
Isso representa 20% de todos os casos de doença cerebrovascular nos Estados Unidos, por trás de trombose cerebral (40%) e embolia cerebral (30%).
É duas ou mais vezes mais comum em pessoas negras do que em brancas.